# هارو الشرقية (دائرة انتخابية في المملكة المتحدة)
هارو الشرقية (بالإنجليزية: Harrow East)‏ هي إحدى الدوائر الانتخابية في المملكة المتحدة الممثلة في مجلس العموم في برلمان المملكة المتحدة.
عضو البرلمان الذي يمثلها حالياً هو :Rt Hon Tony McNulty (Lab).